# József Borsos
Dans le nom hongrois Borsos József, le nom de famille précède le prénom, mais cet article utilise l’ordre habituel en français József Borsos, où le prénom précède le nom.
József Borsos, né le 21 décembre 1821 à Veszprém et mort le 19 août 1883 à Budapest, est un peintre et photographe hongrois. 

## Biographie
József Borsos est le fils de Márton Borsos (1796-1876), avocat et éditeur. À partir de 1837, József Borsos est l'élève de József Károly Schöfft à Pest, puis entre en 1840 à l'Académie des Beaux-Arts de Vienne dans la classe de Leopold Kupelwieser. En 1843, il s'inscrit à l'école privée de Ferdinand Georg Waldmüller. Portraitiste populaire et recherché de la cour et de l'aristocratie viennoise, il vit à Vienne mais est également populaire auprès du public de Pest. Ses œuvres les plus célèbres sont Portrait de Kristóf Hegedűs de 1844, Vin, femmes et amour de 1847 et Fille avec ballon peintes en 1850. Ses portraits de femmes et ses scènes de genre sont caractéristiques de l'époque Biedermeier.
Borsos perd sa fortune en raison de la spéculation boursière et déménage à Pest en 1861. Il abandonne la peinture et, en association avec le peintre Albert Doctor, ouvre un studio de photographie. 
Il fait à nouveau fortune et abandonne par la suite la photographie. Il loue à Buda le restaurant Szép Juhászné, qu'il dirige jusqu'à la fin de sa vie en 1883.

## Expositions
- 19 juin - 25 octobre 2009 : Borsos József : festő és fotográfus (1821-1883) [József Borsos peintre et photographe], Galerie nationale hongroise, Budapest[2].

## Galerie

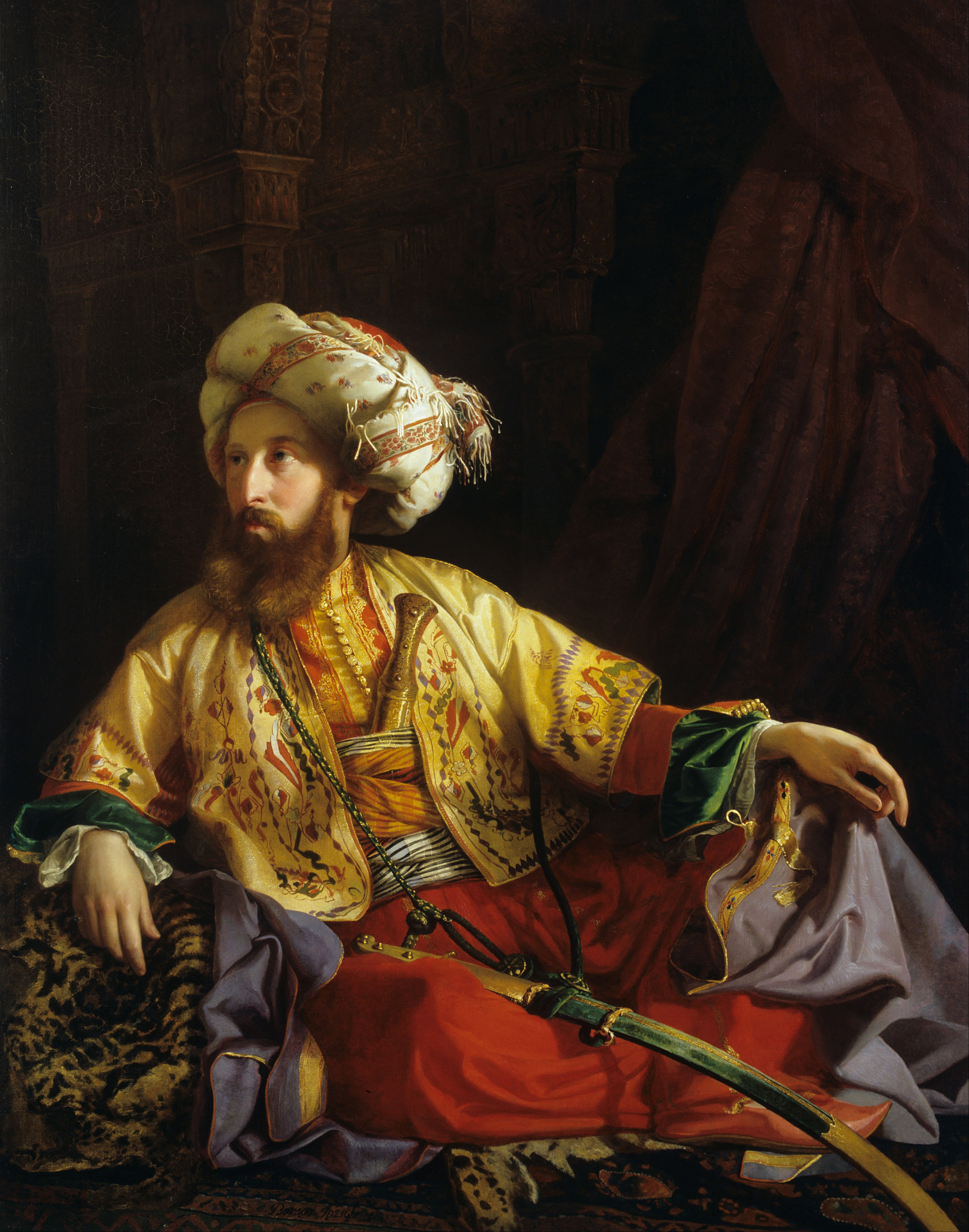
L'émir du Liban, huile sur toile, 1843, Galerie nationale hongroise, Budapest.
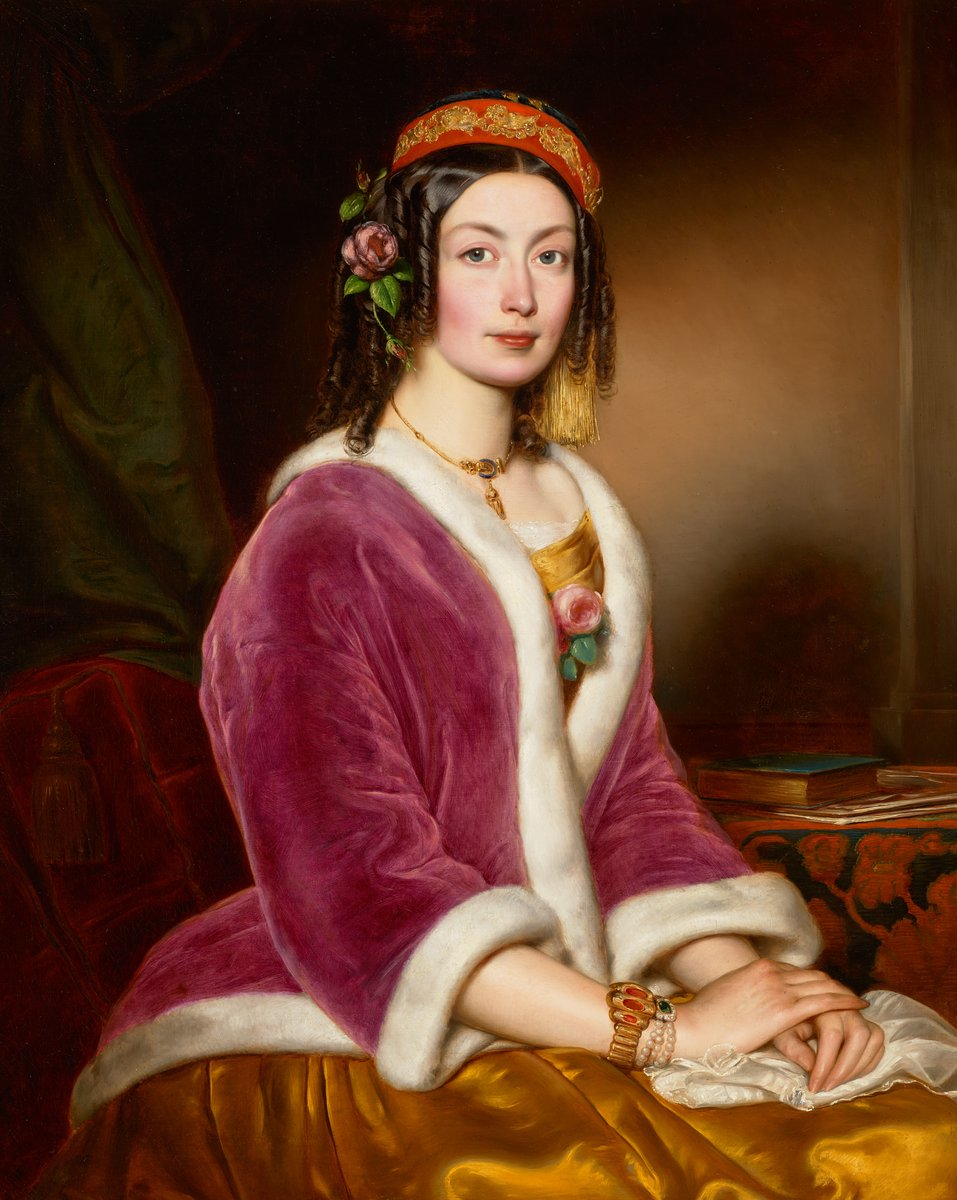
Femme en pelisse de velours, huile sur toile, vers 1850, Galerie nationale hongroise, Budapest.
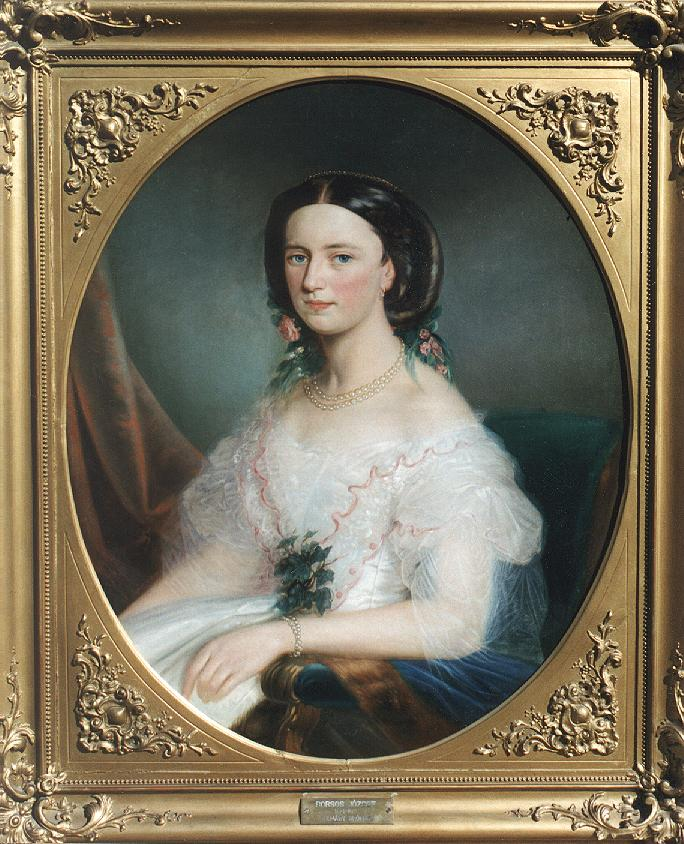
Portrait de la comtesse Róza Almássy, huile sur toile, 1852, Déri Múzeum, Debrecen.
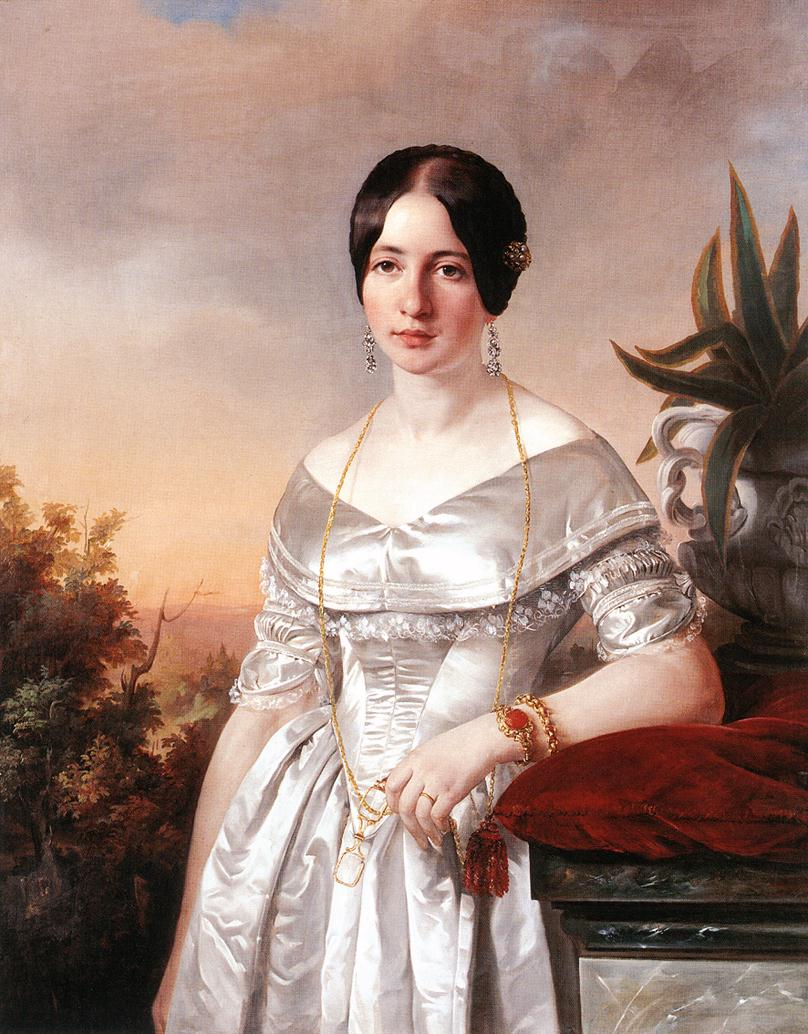
Dame avec un face-à-main, huile sur toile, 1856, collection privée.
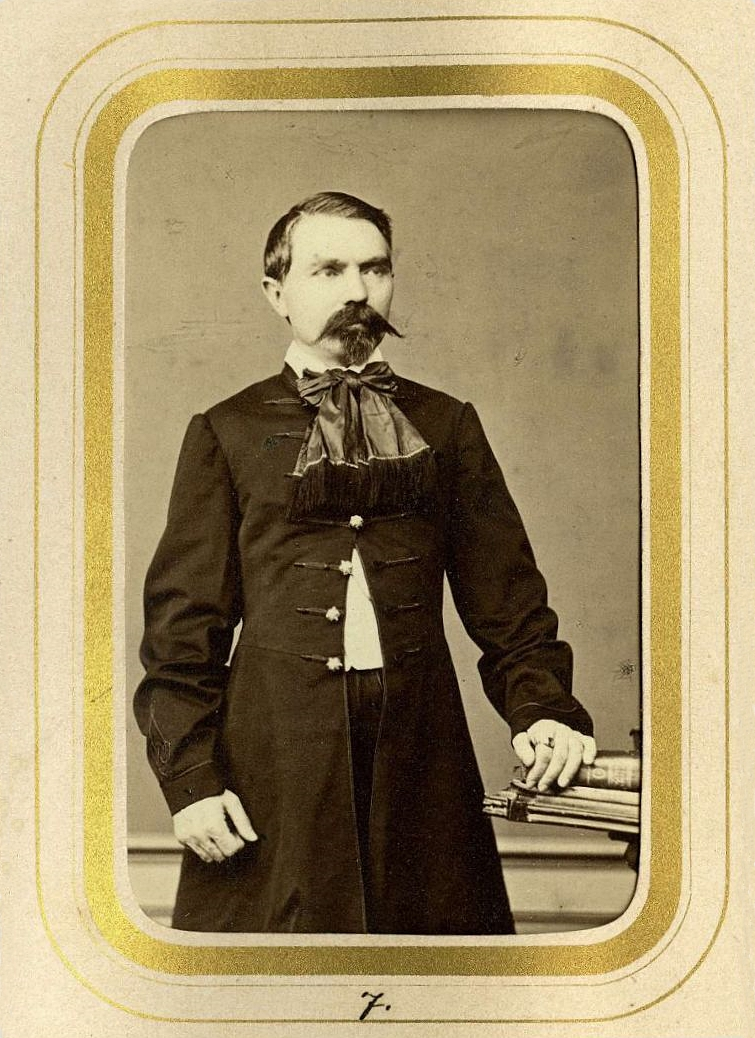
Le linguite et député hongrois Károly Ács, photographie, 1865-1867.
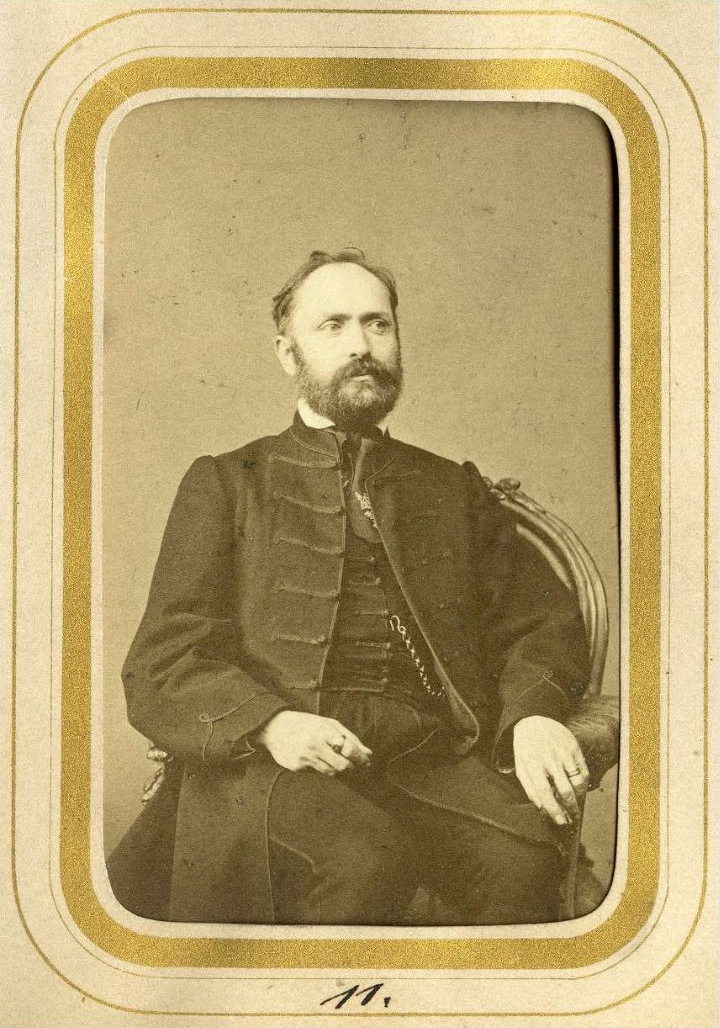
Tivadar Berzeviczy, photographie, 1865-1867.
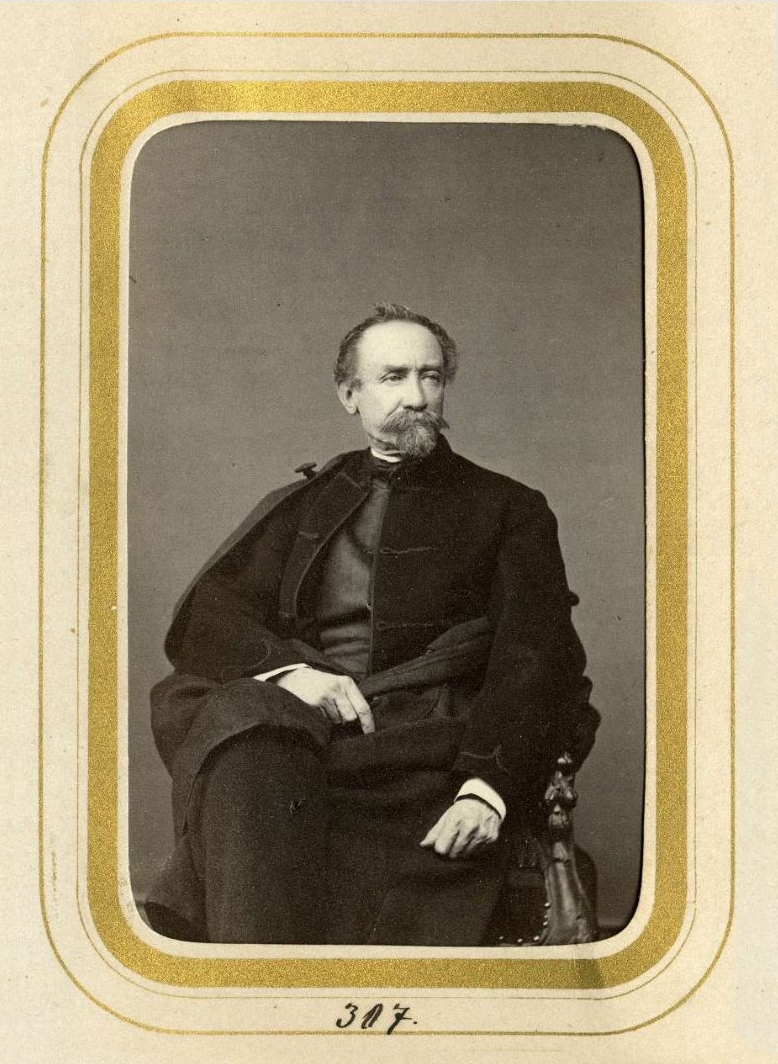
József Ürményi, archevêque de Zala, photographie, 1865-1867.
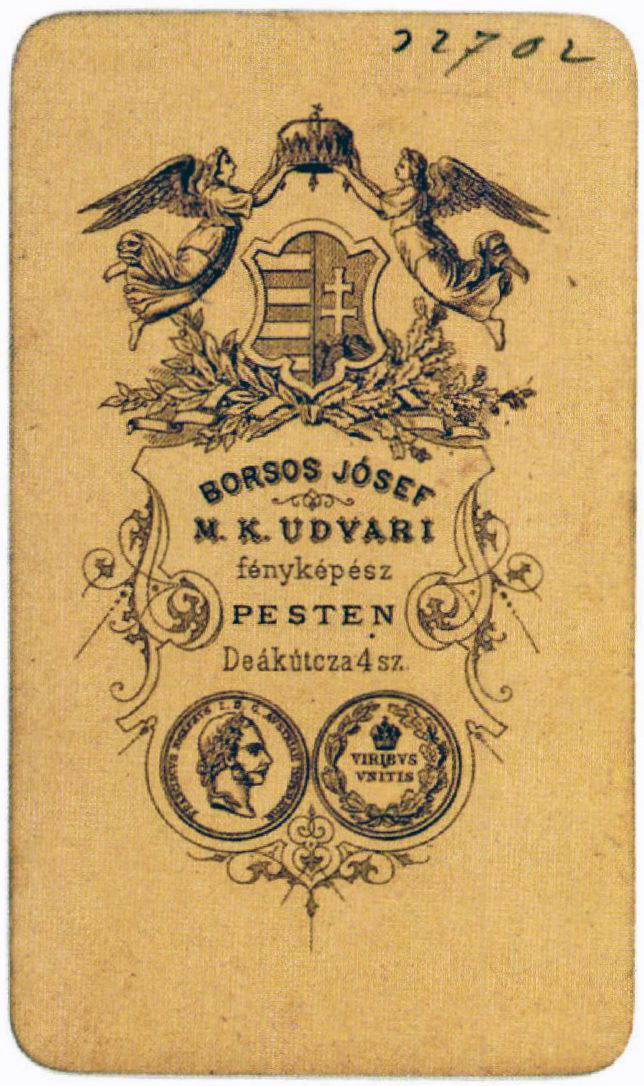
Verso d'une photographie au format portrait carte-de-visite de József Borsos.